# Theater Winkelwiese
Das Theater Winkelwiese, in Zürich, ursprünglich als Theater an der Winkelwiese benannt, ist seit der Gründung in den 1960er-Jahren für avantgardistische Theateraufführungen bekannt. Eröffnet wurde das Kellertheater in der Villa Tobler von Maria von Ostfelden am 16. Juni 1964 mit der Schweizer Erstaufführungen  des Dreipersonenstücks Der Hausmeister von Harold Pinter.
Das «Zentrum für zeitgenössische Dramatik in der Schweiz» verpflichtet sich dem Autorentheater, das heisst zeitgenössischen Stoffen und nachhaltiger Autorenförderung, unter anderem mit dem hauseigenen Autorenförderprogramm «Dramenprozessor» und dem digitalen Zentrum für Dramatik.

## Geschichte

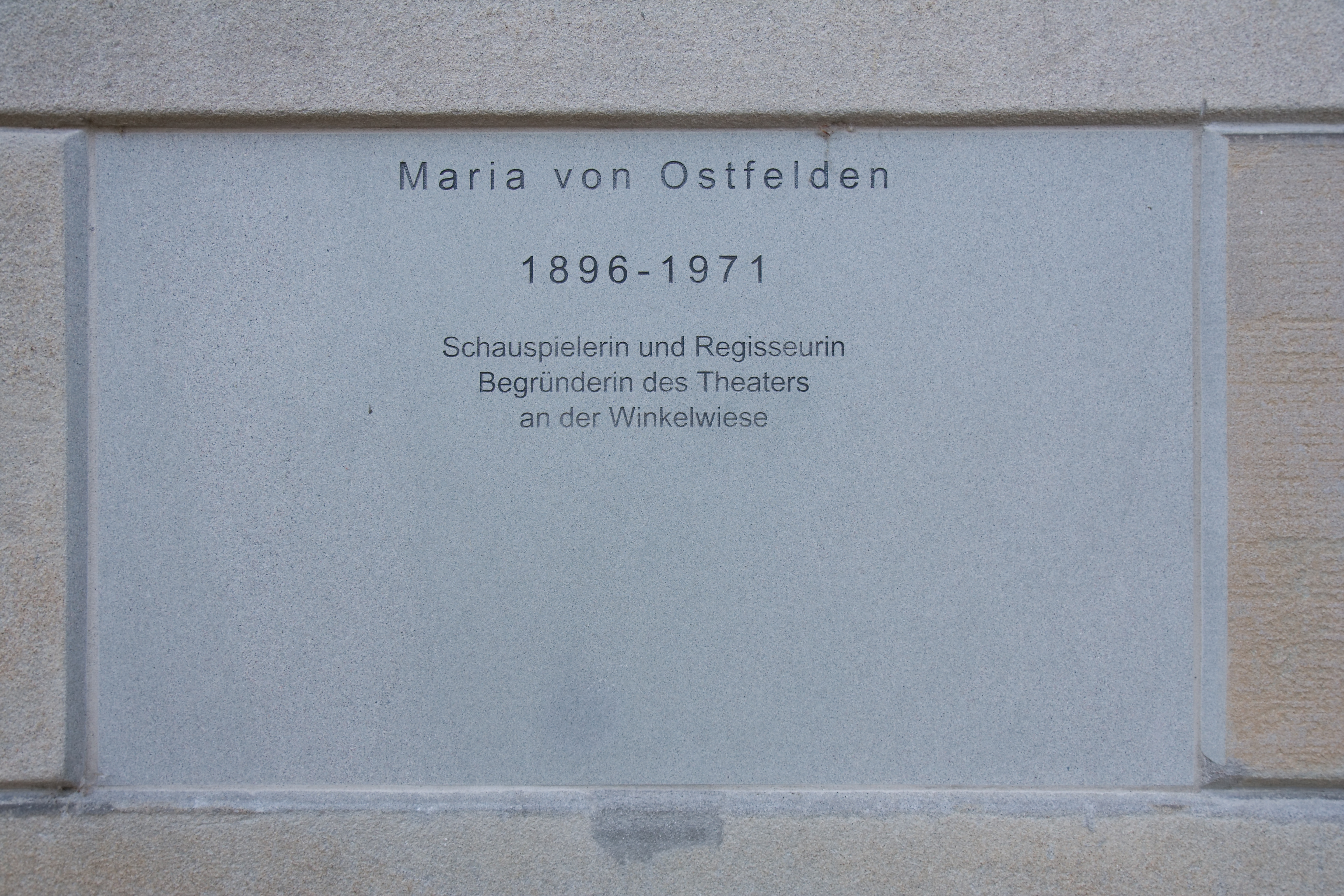
Gedenkstein für Maria von Ostfelden, Gründerin und langjährige Leiterin des Theaters an der Fassade der Villa Tobler

Das Theater Winkelwiese wurde im Jahr 1964 von der Regisseurin und Schauspielerin Maria von Ostfelden (1896–1971) im Keller der Jugendstil-Villa Tobler gegründet. Wegbereiter war der Architekt und Kunstmäzen Jakob Zweifel (1921–2010), der sich über mehrere Jahrzehnte hinweg massgeblich für die Finanzierung des Theaterbetriebs verantwortlich zeigte und das Haus programmatisch begleitete.
Von Anbeginn an gab die Theaterleiterin Maria von Ostfelden dem Haus mit Erstaufführungen von Pinter-, Beckett- und Ionesco-Stücken ein klares Profil als Autorentheater.
Zu einer Zeit, als Gegenwartsdramatik auf den grossen Bühnen der Schweiz noch wenig bis keine Beachtung fand, erwies sich diese riskante wie mutige Setzung als Erfolg: Binnen kürzester Zeit erarbeitete sich das Theater einen bis ins Ausland ragenden Aufmerksamkeitsradius und setzte den Grundstein für eine Tradition, welcher die Bühne bis heute treu geblieben ist.

### Fehlende Förderstrukturen (1970–1997)
Auf diesem Bekenntnis zur Gegenwartsdramatik als Grundstein baute das Theater Winkelwiese als Autorentheater in den folgenden Jahren auf. Bis in die 1990er Jahre kamen hauptsächlich Stücke von Dramatikern zur Aufführung, die sich im Ausland bereits etabliert hatten. In einem Interview aus dem Jahr 1967 danach befragt, «warum sie [als Grundlage für ihre Arbeiten] noch nie einem avantgardistischen Schweizer Autor die Chance gegeben» habe, war von Ostfeldens Antwort: «Weil ich ehrlicherweise keinen gefunden habe».
Ein Zustand, der in der Branche in den folgenden Jahrzehnten viel diskutiert werden sollte und welcher sich – unter anderem auch aufgrund damals noch fehlender, nachhaltiger Förderstrukturen – noch über mehrere Jahrzehnte hin kaum verändern sollte: Rund 30 Jahre später zeigten beispielsweise «in der Spielhälfte 1995/96 das Luzerner Theater, Schauspielhaus Zürich und Theater Basel zusammen etwa ein Dutzend Zeitgenössische-Stücke-Importe aus den USA, Grossbritannien und Frankreich.»

### Gründung des «Dramenprozessors» (1997–2002)
Im Jahr 2000 initiierte Peter-Jakob Kelting (Dramaturg und von 1997 bis 2002 Leiter des Theaters Winkelwiese) angegliedert ans Haus ein einjähriges Stipendiaten-Programm zur Förderung von jungen Dramatikern. Die eng an den Theaterbetrieb angelehnte und von Praktikern wie Autoren begleitete Ausbildung erwies sich in den nunmehr zwanzig Jahren ihres Bestehens als effizienter «Prozessor» für zeitgenössische Dramatiker, die am Beginn ihrer Laufbahn stehen. Mittlerweile haben insgesamt 55 Autoren die Ausbildung für Szenisches Schreiben absolviert und etliche der im «Dramenprozessor» entstandenen Stücke wurden uraufgeführt, nachgespielt, übersetzt und sind an Festivals gezeigt und prämiert worden, wie u. a. am Heidelberger Stückemarkt, den  Autor:innentheatertagen Berlin und den Mülheimer Theatertagen.
Im Mai 2015 wurde der «Dramenprozessor» mit dem Theaterpreis des Bundesamtes für Kultur ausgezeichnet.

### Weg zum Kompetenzzentrum für Gegenwartsdramatik (2002–2022)
Im Jahr 2003 übernahm der Regisseur Stephan Roppel das Haus und trug in den darauffolgenden zwölf Jahren bedeutend zur Vertiefung und Konsolidierung des Theaters als Kompetenzzentrum für zeitgenössisches Autorentheater bei. Für sein Engagement wurde er 2010 mit dem Anerkennungspreis der Stadt Zürich geehrt.
Von 2015 bis 2022 verantwortete der Regisseur und Schauspieler Manuel Bürgin das Theater Winkelwiese, welcher massgeblich dazu beitrug, das Haus vermehrt mit freien und städtischen Bühnen in der Schweiz zu vernetzen. Er weitete die Zusammenarbeit mit lokalen und nationalen Theatergruppen der freien Szene aus, wodurch das Theater auch zunehmend zu einem beliebten Koproduzenten und Gastspielort wurde.
Seit August 2022 ist die Kulturmanagerin und Regisseurin Hannah Steffen neue Leiterin des Theater Winkelwiese.

## Produktionen
Das Theater Winkelwiese zeigt zwei bis drei Eigenproduktionen pro Spielzeit.

### Uraufführungen (Auswahl)
- Peter Jost: Das Lauern der Jäger am untern Bildrand, Januar 1993
- Maxim Gorki: Das Leben eines überflüssigen Menschen, 20. Februar 1975
- Franz Hohler: Die Lasterhaften, 13. März 1981
- Eveline Hasler: Anna Göldi. Ein Projekt, 8. Oktober 1982
- Jürg Laederach: Hilfe im Sand, 17. Dezember 1982
- Peter K. Wehrli: Charivari oder Änderungen vorbehalten, 25. Mai 1985
- Stanislaw Lem: Der futurologische Kongress, 18. September 1987
- Klaus Merz: Die Schonung, 10. Mai 1989
- Peter Jost: Kellner mit Fisch auf Treppe  6. Februar 1992
- Peter Jakob-Kelting, Elias Perrig: Der letzte Henker, 21. Oktober 1998 (ausgezeichnet am 4. Festival Politik im Freien Theater Stuttgart 1999)
- Gerhard Meister: Mieschers Traum, entstanden im «Dramenprozessor» 2001/02, 20. September 2003
- Reto Finger: Schwimmen wie Hunde, entstanden im «Dramenprozessor» 2003/04, 16. November 2005
- Darja Stocker: Nachtblind, entstanden im «Dramenprozessor» 2003/04, 18. März 2006 (ausgezeichnet mit dem Autorenpreis des Heidelberger Stückemarkts 2005)[8]
- Marianne Freidig: Gift, 22. November 2006
- Daniela Janjic: Gelbe Tage, entstanden im «Dramenprozessor» 2005/06, 26. Januar 2008
- Gaël Roth: Peter der Zweite, entstanden im «Dramenprozessor» 2007/08, 27. Februar 2010
- Katja Brunner: von den beinen zu kurz, entstanden im «Dramenprozessor» 2009/10, 31. März 2012 (ausgezeichnet mit dem Mülheimer Dramatikerpreis 2013)[9]
- Daniel Mezger: Edward Snowden steht hinterm Fenster und weckt Birnen ein, 27. Oktober 2017 (Shortlist Schweizer Theatertreffen 2018)
- Julia Haenni: frau im Wald, entstanden im «Dramenprozessor» 2016/17, 18. Mai 2018
- Brigitte Helbling: Die Mondmaschine, 11. Oktober 2019
- Matto Kämpf: Noir, 21. Dezember 2019 (koproduziert mit dem Schlachthaus Theater)
- Christoph Rath: Die Verwandtschaft, 19. September 2020
- Eva Roth: Streuner, 10. Juni 2021
- Katharina Cromme: Die letzten Tage der Kindheit, 16. September 2021
- Daniela Janjic: Das doppelte Leben, 16. September 2021 (koproduziert mit dem Schlachthaus Theater)
- Sabrina Fischer: Aufbegehren eines Raums, 5. Dezember 2021
- Johannes Dullin: Mats Wild, 20. Januar 2022 (koproduziert mit der Heitere Fahne)
- Konstantin Küspert: Sisyphos’ Kinder, 15. Mai 2024

### Deutschsprachige Erstaufführungen (Auswahl)
- Marin Sorescu: Iona, übersetzt von Doina Lescu, 12. Januar 1971
- Victor Jevan: Paracelsus – der Stadtarzt zu Basel, übersetzt von Finn Möler und Alfons Höger, 12. Januar 1971
- Edward Bond: Stein, übersetzt von Angela Praesent, 13. Oktober 1978
- Kuan Han-Ching: Ein frauliches Heldenmärchen, übersetzt von Rudolf Straub, 3. Oktober 1980
- Erik Satie: Die Falle der Qualle, 9. Januar 1981
- Daniil Charms: Fälle, übersetzt von Peter Urban. 7. Dezember 1984
- Arnold Wesker: Annie Wobbler, 31. Januar 1986
- Trevor Griffiths: Who shall be happy, 11. Oktober 1996
- Jean Luc Lagarce: Die Regeln der Lebenskunst in der modernen Gesellschaft, 11. November 2000
- Dominik und Viktor Kovács: Die Eisbombe, übersetzt von Joël László, 8. April 2021

### Schweizer Erstaufführung (Auswahl)
- Harold Pinter: Der Hausmeister, 16. Juni 1964 (erste Inszenierung am Theater)
- Edward Albee: Die Ballade vom traurigen Café, 15. Januar 1965
- Fernando Arrabal: Der Architekt und der Kaiser von Assyrien, 8. November 1968
- Michel de Gherlderode: Escorial, übersetzt von Fritz Montfort, 30. März 1973
- Michel de Gherlderode: Drei Schauspieler, ein Drama übersetzt von Gerald und Uta Szyszkowitz, 30. März 1973
- Rainer Werner Fassbinder: Bremer Freiheit, 5. Oktober 1973
- Pavel Kohout: Pech unterm Dach, übersetzt von Gerhard und Alexandra Baumrucker, 10. Mai 197
- Ernst Jandl: Aus der Fremde, 29. Februar 1980
- Slawomir Mrozek: Emigranten, übersetzt von Christa Vogel, 10. März 1976
- Samuel Beckett: That Time (Damals), übersetzt von Elmar Tophoven, 14. Oktober 1977
- John Millington Synge: The Shadow of the Glen (Nebelschlucht) übersetzt von E.S. Lauterbach, 14. Oktober 1977
- Ernst Ottwald: Kalifornische Ballade, 2. Oktober 1981
- Jura Soyfer: Vineta, 24. Dezember 1981
- Samuel Beckett: Katastrophe, übersetzt von Vaclav Havel & Elmar Tophoven, 17. Dezember 1982
- Gertrude Stein: Was geschah, übersetzt von Nicolas Ryhiner, 17. Dezember 1982
- Peter Handke: Hilferufe, 17. Dezember 1982
- Carl Merz, Helmut Qualtinger: Der Herr Karl, 25. November 1983
- Jürg Amann: Ach diese Wege sind sehr dunkel. Ein Kaspar Hauser-Stück, 19. April 1985
- Pavel Kohout, Edmond Rostand: Der arme Cyrano unter Verwendung der deutschen Übertragung von Ludwig Fulda, 27. September 1985
- Christa Wolf: Kassandra, 26. September 1986
- Raymond Cousse: Kindereien, übersetzt von Veronika Schäfer-Foehn, 9. Januar 1987
- Lars Norén: Nachtwache, übersetzt von Angelika Gundlach, 2. Januar 1988
- Bengt Ahlfors, Johan Bargum: Gibt es Tiger im Kongo, 20. April 1988
- Tom Kempinski: Duet for One, übersetzt von Andreas Pegler, 26. Oktober 1988
- Arnolt Bronnen: Vatermord, 5. Januar 1989
- Rainer Werner Fassbinder: Anarchie in Bayern, 1. März 1989
- Wilhelm Reich: Rede an den kleinen Mann, 13. März 1989
- Arthur Schnitzler: Leutnant Gustl, 13. November 1991
- Franca Rame, Dario Fo: Sex!? Unmöglich! Nur mit Vergnügen, 30. April 1997
- Matei Visniec: Die Geschichte von dem Pandabären, 18. September 1997
- Eric Bogosian: Talk Radio, 13. Dezember 1997
- Chantal Akermann: Sophies Nacht, übersetzt von Andreas Müry, 24. März 1999
- Roland Topor: Ein Winter unterm Tisch, übersetzt von Marietta Piekenbrock, 21. April 1999
- Xavier Durringer: Ganze Tage. Ganze Nächte, übersetzt von Ina Schott, 22. September 1999
- Sivan Ben Yishai: Bühnenbeschimpfung (Liebe ich es nicht mehr oder liebe ich es zu sehr?), übersetzt von Maren Kames, 21. September 2023
- Caren Jeß: Das Stillleben, 29. Februar 2024